# Friedrich Merz
Joachim-Friedrich Martin Josef Merz (Brilon,11 de novembro de 1955) é um político alemão que atua como chanceler da Alemanha desde maio de 2025 e líder da União Democrata Cristã (CDU) desde janeiro de 2022. Como líder do grupo parlamentar da União, foi líder da oposição no Bundestag de 15 de fevereiro de 2022 até 2025.
Merz ingressou na União Jovem em 1972 e tem fama de ser membro do Pacto Andino, uma rede poderosa formada por membros politicamente ambiciosos da União Jovem em 1979 durante uma viagem aos Andes. Depois de terminar a faculdade de direito em 1985, trabalhou como juiz e advogado corporativo antes de ingressar na política em tempo integral em 1989, quando foi eleito para o Parlamento Europeu. Depois de cumprir um mandato, foi eleito para o Bundestag, onde se estabeleceu como o principal especialista em política financeira da CDU. Foi eleito presidente do grupo CDU/CSU no mesmo ano em que Angela Merkel foi eleita presidente da CDU e, na altura, eram os principais rivais pela liderança do partido.
Em 2002, deixou o cargo de líder da oposição em favor de Merkel e gradualmente retirou-se da política, concentrando-se na sua carreira jurídica e deixando o parlamento inteiramente em 2009, até ao seu regresso ao parlamento em 2021. Em 2004, tornou-se conselheiro sênior da Mayer Brown, onde se concentrou em fusões e aquisições, serviços bancários e financeiros e compliance. Ele atuou em conselhos de diversas empresas. Em 2018, anunciou seu retorno à política. Foi eleito líder da CDU em 2022, não tendo conseguido conquistar o cargo em duas eleições de liderança anteriores em 2018, e depois em 2021.
Quando jovem político nas décadas de 1970 e 1980, foi um firme defensor do anticomunismo, a doutrina estatal dominante da Alemanha Ocidental e um princípio central da CDU. Merz descreveu-se como socialmente conservador e economicamente liberal, e é visto como um representante das alas tradicionais conservadoras e pró-negócios da CDU. Seu livro Mehr Kapitalismus wagen (Aventuring More Capitalism) defende o liberalismo econômico. Foi presidente da associação Atlantik-Brücke que promove a compreensão germano-americana e o atlantismo, e é um firme apoiador da União Europeia e da NATO, tendo-se descrito como “um europeu verdadeiramente convencido, um transatlanticista convicto”. Merz defende uma união mais estreita e “um exército para a Europa”. Merz é católico e descendente de huguenotes franceses por parte de mãe. Sua esposa, Charlotte Merz, é juíza; eles têm três filhos. Advogado corporativo e renomado multimilionário, ele também é piloto privado licenciado e possui dois aviões.
Nas eleições federais de 23 de fevereiro de 2025, a CDU ficou em primeiro com 28,5% dos votos e Merz ficou encaminhado para ser o novo chanceler. Tomou posse em 6 de maio após ser confirmado no segundo turno da eleição no Bundestag, sendo a primeira vez desde a Segunda Guerra Mundial que a maioria absoluta não foi formada na primeira votação. Seu governo faz coalizão com o Partido Social-Democrata (SPD).